# واردوهی واردرسیان
واردوهی واردرسیان (ارمنی: Վարդուհի Վարդերեսյան؛ انگلیسی: Varduhi Varderesyan؛ زادهٔ ۱۹ مارس ۱۹۲۸ - درگذشته ۲۴ نوامبر ۲۰۱۵) یک بازیگر اهل ارمنستان زاده رومانی بود. وی بین سال‌های ۱۹۴۶ تا ۲۰۰۲ میلادی فعالیت می‌کرد.

## فیلمشناسی
از فیلم‌ها یا برنامه‌های تلویزیونی که وی در آن نقش داشته‌است می‌توان به برای شرف، قلب مادر، جاده‌ای به‌سوی سیرک (۱۹۶۳) اشاره کرد.

## جوایز
وی همچنین برنده جوایزی همچون نشان مسروپ ماشتوتس، شهروند افتخاری ایروان (۲۰۰۲) و جایزه هنرمند مردمی اتحاد جماهیر شوروی (۱۹۸۸) شده‌است.